# Postilla
Postilla  (av latin post illa verba textus, ”efter dessa textens ord”) är en kristen predikosamling med förklaringar av kyrkoårets predikotexter som prästerna kunde använda sig av i gudstjänsten eller användas vid husandakter och enskild uppbyggelse. 
Under fornkyrklig tid såg man till att samla berömda predikanters predikningar i så kallade  homilier som kunde fungera som exempel- och mallpredikningar för präster och munkar.
Den äldsta svenska postillan trycktes i Stockholm 1528 och är i stort sett en översättning av Martin Luthers Kirchen Postille.

## Historia
I den kristna kyrkan på 1200-talet hade man en rutin att någon läste textavsnitt ur Bibeln för en grupp. Därefter läste man ur postillan kommentarerna för dessa texter.
Senare kom postillorna att innehålla mer homiletiska (predikoliknande) textförklaringar. Från mitten av 1300-talet fanns det postillor med anvisning om bibeltexter och motsvarande predikningar för varje söndag under ett år. 
Luthers Kirchenpostille innehåller predikningar för flera år och gavs ut 1526. En svensk översättning gavs ut 1528 av Olaus Petri under titeln "En nyttog postilla ofuer någhor fåå Euangelia aff sommardelen" och 1530 gav han ut sin egen Een lijten postilla som omfattade hela året.
Ordets postilla användes mycket mindre under pietismens och rationalismens tid, men blev senare vanligare igen under en kort period. Inom de reformerta kyrkorna används inte ordet postilla, delvis för att man där inte använder sig av centralt fastställda bibelord för respektive söndag.